# Hellsing
Hellsing (ヘルシング Herushingu) là một loạt manga Nhật Bản do Hirano Kouta sáng tác và minh họa. Manga này lần đầu tiên được công bố trên tạp chí Young King Ours năm 1997 và kết thúc vào cuối tháng 9 năm 2008. Các chương riêng lẻ được tổng hợp và xuất bản dưới dạng tankōbon bởi Shōnen Gahosha. Tính đến tháng 3 năm 2009 tất cả các chương đã được phát hành trong 10 tập tại Nhật Bản. Hellsing  kể về những sự kiện bí ẩn và huyền bí trong lịch sử của Tổ chức Hellsing Organization, trong việc chống lại  ma cà rồng, ghoul mối đe dọa siêu nhiên khác đối với nước Anh.
Manga được đã được cấp phép phát hành bằng tiếng Anh ở Bắc Mỹ bởi Dark Horse Comics,ở Australia và New Zealand bởi Mad Entertainment, và tại Singapore bởi Chuang Yi. Năm 2001, Hirano bắt đầu xuất bản các chương của phần trước, Hellsing: The Dawn,  trong các ấn bản đặc biệt của Young King OURs với 6 chương được phát hành tính đến tháng 9 năm 2008.
Một loạt anime cùng tên được sản xuất bởi Gonzo. Đạo diễn bởi Umanosuke Iida.  Anime này dựa trên manga nhưng có kịch bản do Konaka Chiaki biên soạn, nên có những khác biệt về cốt truyện, mặc dù vẫn giữ nguyên một số nhân vật và thiết kế nhân vật. Anime kéo dài 13 tập, được phát sóng trên Fuji TV của Nhật Bản từ 10 tháng 10 năm 2001 đến 16 tháng 1 năm 2002.
Một original video animation (OVA) mang tên Hellsing Ultimate cũng đã được sản xuất bởi Geneon. Loạt phim này bám sát cốt truyện của manga và được thực hiện tỉ mỉ hơn so với anime. Tập đầu tiên được phát hành tại Nhật Bản vào ngày 10 tháng 2 năm 2006 và đến tháng 8 năm 2011, 8 tập phim đã được phát hành. OVA thứ 6 cũng sẽ có mặt trên cả đĩa DVD và Blu-ray; cả phiên bản Blu-ray và DVD của tập 1 đến 5 đều có sẵn ở Nhật Bản từ ngày 22 tháng 10 năm 2010 . Tập đầu tiên được phát hành ở Bắc Mỹ vào ngày 5 tháng 12 năm 2006. Tính đến tháng 8 năm 2010, 4 tập phim OVA đã được phát hành tại Bắc Mỹ. Tại Anime Expo 2010, Funimation Entertainment thông báo họ đã cấp phép cho 3 tập phim OVA mới từ số 5 đến 7 và bộ phim truyền hình gốc sẽ được phát hành tại Mỹ vào năm 2011 .

## Cốt truyện
Hellsing được đặt theo tên và tập trung vào Dòng Thánh của Hiệp sĩ Tin Lành, ban đầu được dẫn dắt của Abraham Van Helsing. Nhiệm vụ của Hellsing là bảo vệ Nữ hoàng và Quốc gia từ undead và các lực lượng siêu nhiên của cái ác. Tổ chức này hiện đang được dẫn dắt bởi Sir Integra Fairbrook Wingates Hellsing, người thừa kế vị trí lãnh đạo của Hellsing khi còn nhỏ, sau cái chết của cha cô. Cô được bảo vệ bởi quản gia trung thành của gia đình Hellsing và cựu nhân viên "dọn dẹp" của Hellsing, Walter C. Dornez và Alucard, ma cà rồng nguyên thủy và mạnh mẽ nhất đã thề trung thành với gia đình Hellsing sau khi bị đánh bại bởi Van Helsing 100 năm trước khi câu chuyện diễn ra. Những người giám hộ mạnh mẽ này được tham gia vào trung tâm của câu truyện bởi cựu cảnh sát Seras Victoria, người được Alucard biến thành ma cà rồng.
Khi quy mô và tần suất các sự cố liên quan đến các undead tăng lên ở Anh và trên toàn thế giới, Sir Integra phát hiện ra tàn dư của một nhóm thuộc Đức Quốc xã, được gọi là Millennium vẫn còn tồn tại và có kế hoạch tía lập Đế chế thứ ba bằng cách tạo ra một tiểu đoàn của ma cà rồng. Millennium, Hellsing, và bộ phận XIII của Vatican là Iscariot đụng độ nhau trong một cuộc chiến tranh khốc liệt ba mặt ở London và Millennium tiết lộ mục tiêu thật sự của mình: tiêu diệt ma cà rồng Alucard, kết thúc một mối hận thù bắt đầu trong chiến tranh thế giới thứ II.

## Nhân vật

### Hellsing Organization
Thường được biết đến như là Dòng Hoàng gia của Hiệp sĩ Tin Lành, Hellsing Organization được thành lập bởi Abraham Van Helsing ngay sau các sự kiện của cuốn tiểu thuyết Dracula của Bram Stoker để phản ứng với mối đe dọa gây ra bởi ma cà rồng. Hellsing Organization có truyền thống được đứng đầu bởi con cháu Abraham, người kiểm soát Alucard, ma cà rồng tối thượng được tạo ra bởi tổ chức để sử dụng trong cuộc đấu tranh vẫn diễn ra của họ chống lại các mối đe dọa siêu nhiên. Sau chiến tranh thế giới thứ II, Hellsing quyết định rằng Alucard quá mạnh hoặc có khả năng quá nguy hiểm để tiếp tục được sử dụng làm vũ khí nên đã cho nhốt anh ta trong ngục tối của biệt thự Hellsing. Với cái chết của Arthur, con gái của ông, Integra Fairbrook Wingate Hellsing, trở thành giám đốc của tổ chức. Chú của Integra là Richard Hellsing cố gắng ám sát cô để kiểm soát tổ chức nhưng bị đánh bại bởi Alucard, người được Integra vô tình giải phóng.
Trong vũ trụ Hellsing, tổ chức là một phần của cấu trúc quyền lực thực sự của Vương quốc Anh, mà theo câu chuyện, vẫn còn được cai trị bởi một tầng lớp quý tộc bí mật và chế độ quân chủ. Tổ chức được giao nhiệm vụ bảo vệ bờ biển của đất nước từ tất cả các mối đe dọa siêu nhiên và thường xuyên phải đối mặt với tranh cãi về phương pháp rất độc đáo mà Hellsing chọn để làm điều này, chẳng hạn như việc sử dụng các sức mạnh và sinh vật "chống Kitô giáo". Trong loạt anime truyền hình, Hellsing được miêu tả giống như một tổ chức bán quân sự chống khủng bố và mang binh sĩ đến các khu vực có báo cáo về dịch siêu nhiên ở Anh. Khía cạnh bán quân sự này hiếm khi được đề cập đến trong OVA hay manga.
Alucard
Nhân vật chính của loạt truyện. Một ma cà rồng rất cổ xưa và mạnh mẽ, anh phục vụ dưới tư cách là đặc vụ mạnh mẽ nhất của Hellsing, chuyên gia về ma cà rồng và là "con át chủ bài" của họ. Alucard là tên Dracula đánh vần ngược và là ma cà rồng gốc bị đánh bại bởi Tiến sĩ Văn Hellsing trong cuốn sách Dracula của Bram Stoker. Trong vũ trụ Hellsing, thay vì chết, Dracula thay đổi tên của mình và thực hiện một hợp đồng để phục vụ cho gia đình Hellsing sau thất bại của mình.
Integra Hellsing
Một hậu duệ của Abraham Van Helsing và Giám đốc Văn phòng của Hellsing Organization. Cô thừa hưởng vị trí là người đứng đầu của gia đình Hellsing ở tuổi 12 (13 trong loạt truyện của Gonzo) sau cái chết của cha cô và là chủ nhân hiện tại của Alucard. Cô rất thông minh và mạnh mẽ, luôn được thấy là hút xì gà. Mặc dù thường thường nghiêm khắc và độc đoán, cô vẫn được tôn trọng và ngưỡng mộ, thậm chí bởi kẻ thù của cô. Theo sau con đường truyền thống của gia đình, cô có uy tín là một nữ thợ săn ma cà rồng xứng đáng, theo ghi nhận của kẻ thù và biểu hiện bởi khả năng của cô trong các sự kiện hỗn loạn sau của loạt manga.
Seras Victoria
Seras trước đây là một thành viên của lực lượng cảnh sát, nhưng sau khi bị tử thương trong một nhiệm vụ liên quan đến Alucard, cô quyết định tham gia với Alucard trong hàng ngũ của ma cà rồng hơn là chết. Là ma cà rồng còn non trẻ của Alucard, cô là một đứa trẻ mồ côi được nhận làm con nuôi của Hellsing Organization.
Walter C. Dornez
Walter là một thành viên 69 tuổi đã nghỉ hưu của Hellsing Organization và phục vụ như là quản gia của Integra, chỉ tiết lộ khả năng thực sự của mình là "Thiên thần của cái chết và cựu "dọn rác" của Hellsing lúc cần thiết. Ông được chọn làm đặc vụ Hellsing và quản gia của cha Integra cùng với Alucard đã tham gia vào sự tàn phá của Millennium trong Thế chiến II, hơn 50 trước.

#### The Wild Geese
The Wild Geese là một nhóm lính đánh thuê được thuê như binh sĩ sau khi Millennium tấn công trụ sở Hellsing khiến tổ chức bị thiệt hại nghiêm trọng. Nhà lãnh đạo của nhóm là Đại úy Pip Bernadotte, một người Pháp thích trêu chọc Seras Victoria. Các thành viên của nhóm đến từ nhiều dân tộc, tuổi tác và nền tảng khác nhau. Mặc dù có tay nghề cao, họ không phù hợp trong một cuộc chiến chặt chẽ chống lại ma cà rồng và phải dựa vào mìn kích nổ từ xa để chống lại các lực lượng của Millennium.
Đại úy Pip Bernadotte
Đại úy Pip Bernadotte là người lãnh đạo của nhóm. Anh chết khi cố gắng cứu Seras trong trận chiến với Zorin Blitz và Seras uống máu của anh để trở thành một ma cà rồng thật thụ, hấp thụ mạng sống, linh hồn và những ký ức của Pip vào bản thân cô.

### Iscariot (Vatican Section XIII)
Iscariot Organization, đặt theo tên của Judas Iscariot, tông đồ đã phản bội Chúa Giêsu, là một nhóm bí mật của Vatican hoạt động trong việc truy đuổi và tiêu diệt quỷ (chẳng hạn như ma cà rồng) và những người ngoại giáo. Cho rằng Hellsing Organization không chỉ sử dụng ma cà rồng nhưng còn bỏ qua các nguyên tắc của đạo Tin lành, Iscariot là đối thủ tự nhiên của họ, mặc dù có cùng mục tiêu tương tự.
Alexander Anderson
Một chiến binh linh mục hay hiệp sĩ người làm việc cho Vatican Section XIII, Iscariot. Anderson là vũ khí tối thượng của Iscariot trong cuộc chiến chống lại undead. Với khả năng tái tạo, và mang trong mình các loại vũ khí thần thánh, nhiệm vụ của ông là không có gì hơn sự hủy diệt hoàn toàn của các undead trên thế giới. Vì điều này bao gồm nhiều thành viên cấp dưới của Hellsing, Anderson là một trong những kẻ thù lớn nhất của Alucard, cũng như đối thủ chính của anh.
Enrico Maxwell
Enrico Maxwell là lãnh đạo tàn nhẫn, đầy tham vọng của Iscariot Organization. Anh cũng được mô tả như được tùy tùng bởi Alexander Anderson, tương tự như Integra và mối quan hệ của Alucard.
Heinkel Wolfe và Yumie Takagi
Là hai thành viên mạnh mẽ nhất của Iscariot Organization, những người được nuôi dưỡng bởi Anderson khi còn là những đứa trẻ mồ côi.

### Millennium
Một nhóm bí ẩn của Đức Quốc xã ẩn náu ở Brasil kể từ khi kết thúc chiến tranh thế giới thứ II, phục vụ như các nhân vật đối kháng chính cho phần còn lại của manga.
The Major
Cựu sĩ quan SS, ông phụ trách thử nghiệm của Đức Quốc xã với ma cà rồng nhân tạo cho đến khi Alucard và Walter phá hủy phòng thí nghiệm vào năm 1944. Bị ám ảnh bởi cuộc chiến, ông tìm cách để tạo ra một cuộc chiến tranh vô tận.
The Captain
Trợ thủ và vệ sĩ của Major. Ông là một người sói và có mặt khi khi Alucard và Walter phá hủy phòng thí nghiệm có chứa các tài liệu về ma cà rồng nhân tạo.
Rip van Winkle
Rip van Winkle là "Huntress" của Millennium. Vũ khí của sự lựa chọn của cô là một súng hỏa mai nòng dài và bắn đạn ma thuật.
The Doctor
Là nhà khoa học hàng đầu của Millenium về sinh lý học và công nghệ, thiên tài đằng sau nhiều dự án của tổ chứ. Là một người lập dị, ông thường mặc một áo khoác phòng thí nghiệm vĩnh viễn không dính máu màu trắng cùng một áo sơ mi không bình thường mà tiết lộ thân dưới của mình, và đeo một loại kính điều chỉnh được. Ngoài ra, ông không ngừng trung thành với Major và nguyên nhân của nghiên cứu Undead.
Schrödinger
Schrödinger là một catboy được tạo ra bởi Doc để phục vụ Millennium. Thường được tìm thấy ngồi bên dưới ngai vàng của Major giống như một con vật cưng, cậu ta cũng hoạt động như một phái viên cho Millenium. Cậu có khả năng để được "ở khắp mọi nơi và không nơi nào" cùng một lúc.
Zorin Blitz
Zorin là một nhân vật nữ nam tính to lớn được bao phủ bởi các hình xăm trên một bên của cơ thể và khuôn mặt của cô. Cô thường hút thuốc lá và vũ khí lựa chọn là một lưỡi hái. Sử dụng hình xăm của mình, Zorin có thể tạo ra ảo tưởng rất thực tế bằng cách sử dụng những ký ức về mục tiêu của mình, và sau đó lợi dụng điểm yếu của đối phương.
Tubalcain Alhambra
Một ma cà rồng Tây Ban Nha đã hứa với cảnh sát Brazil và sĩ quan quân đội về sự bất tử thông qua việc trở thành ma cà rồng để đổi lấy việc giết Alucard và Seras Victoria khi họ đến Brazil.
Luke và Jan Valentine
Hai anh em ma cà rồng sát thủ đã được thuê bởi Millennium để tiêu diệt tất cả mọi người trong lâu đài Hellsing.

## Truyền thông

### Manga
Loạt manga được phát trong Young King Ours năm 1997 và kéo dài 11 năm cho đến khi chương cuối cùng được phát hành trên số ra tháng 11 năm 2008 . Các chương riêng lẻ được thu thập và công bố trong khối lượng tankōbon bởi Shōnen Gahosha, với 10 vol đã được phát hành. Loạt truyện được cấp giấy phép cho một bản phát hành tiếng Anh ở Bắc Mỹ bởi Dark Horse Comics. Vol đầu tiên được phát hành vào ngày 1 tháng 12 năm 2003 và ngày 19 tháng 5 năm 2010, công ty đã phát hành 10 vol được dịch. Chuang Yi phát hành bộ truyện này bằng tiếng Anh tại Singapore, với vol đầu tiên phát hành tháng 10 năm 2008 và thông qua một thỏa thuận với công ty Madman Entertainment để tái phát hành tại Úc và New Zealand . Hellsing cũng được cấp giấy phép cho các phiên bản ngôn ngữ khu vực tại Pháp bởi Editions Tonkam, ở Ý bởi Dynit, tại Hungary bởi Mangafan, ở Đức bởi Planet Manga, ở Ba Lan bởi Japonica Polonica Fantastica và ở Đan Mạch và Thụy Điển bởi Mangismo.

### Crossfire
Ba chương câu truyện bên lề về hai thành viên của Iscariot à Heinkel Wolfe và Yumie Takagi với các khách mời là Alexander Anderson và Enrico Maxwell nhưng là một câu chuyện riêng biệt và chủ yếu là có một nguyên mẫu manga khác như tính năng của một người đàn ông giống Walter C. Dornez. Trong OVA 6, nó được phát hành như một đĩa Drama CD.

#### Hellsing: The Dawn
Năm 2001, Hirano bắt đầu xuất bản các chương của một loạt phần trước là Hellsing: The Dawn, trong các phiên bản đặc biệt của Young King OURs, trong đó 6 chương đã được phát hành tháng 5 năm 2009. The Dawn có tính năng Walter C. Dornez 14 tuôi và Alucard trong hình thức của một cô gái 14 tuổi, tấn công cơ sở hoạt động của Millennium tại lãnh thổ Ba Lan kiểm soát bởi Đức Quốc xã vào tháng 9 năm 1944, trong cuộc nổi dậy Warsaw. Xuất bản đã được dự kiến sẽ tiếp tục sau kết thúc của loạt Hellsing chính, tuy nhiên, vẫn chưa có chương nào được nêu ra kể từ khi kết thúc của manga. Theo Taliesin Jaffe, các chương của The Dawn sẽ được hoạt hình hóa như là một phần của loạt OVA Hellsing Ultimate.

### Manga nguyên mẫuHellsing
Loạt truyện này có các công trình cũ của Kouta trước khi ông bắt đầu Hellsing, bao gồm nguyên mẫu của các nhân vật.
- Angel Dust: Alexander Anderson
- Coyote: Pip Bernadotte và The Major
- Desert Guardian: The Captain
- Doc's Story: The Doctor và Schrodinger
- Hi and Low: Integra Hellsing và Yumie Takagi
- Magic School: Renaldo
- The Legend of Vampire Hunter: Alucard, Seras Victoria, Luke và Jan Valentine

### Anime
Sau khi phát hành manga, Gonzo sản xuất một loạt phim anime 13 tập sử dụng các nhân vật và thiết lập, nhưng là một câu chuyện khác với manga gốc của nó. Viết bởi Chiaki J. Konaka và đạo diễn bởi Iida Umanosuke, nó được chiếu trên Fuji Television ngày 27 tháng 12 năm 2003 và kéo dài cho đến khi kết thúc vào ngày 16 tháng 2 năm 2004 . Anime cũng được cấp phép phát hành bằng tiếng Anh ở Bắc Mỹ bởi Geneon Entertainment, ở Vương quốc Anh bởi ADV Films và tại Úc bởi Mad Entertainment. Bản lồng tiếng Anh của Geneon của được phát sóng tại Mỹ vào kênh Starz! Encore Action từ ngày 21 tháng 12 năm 2003 - 15 tháng 3 2004. Trailer của nó là Called Psalm of Darkness dành cho DVD minh họa The Major cùng với The Doctor và The Captain nhưng họ không bao giờ được hiển thị.

### OVA

Hellsing Ultimate OVA, volume 1.

Hellsing Ultimate, được biết đến chỉ đơn giản như là Hellsing tại Nhật Bản, là một loạt original video animation (OVA) trước đây là của xưởng phim hoạt hình Satelight và sau đó là Madhouse, hiện đang được làm bởi Graphinica (OVA VIII) và sản xuất bởi Geneon. Tập phim 15 phút đầu tiên được phát hành cho Region 2 DVD tại Nhật Bản vào ngày 10 tháng 2 năm 2006 . Tập 7 được phát hành tại Nhật Bản vào ngày 23 tháng 12 năm 2009 . Tập thứ 7 DVD này bao gồm một trailer công bố tập 8 với ngày phát hành dự kiến của "khoảng năm 2010" . Kết thúc của mỗi tập phim sử dụng các phần khác nhau của nhạc cụ được sáng tác bởi Matsuo Hayato và thực hiện bởi Warsaw Philharmonic Orchestra cho đến OVA V. OVA VI và VII có tính năng giọng hát nhóm nhạc rock Nhật Bản Suilen với các bài "Magnolia" và "Shinto-Shite". Loạt OVA được cấp phép để phát hành tại Hoa Kỳ bởi Geneon USA. Trong sản xuất bản lồng tiếng Anh của OVA, Geneon được sử dụng nhiều diễn viên ban đầu từ việc lồng tiếng của loạt anime, mà công ty cũng được cấp giấy phép. Tập đầu tiên được phát hành cho Region 1 DVD vào ngày 5 tháng 12 năm 2006, sau khi chiếu tại hội nghị Anime Expo năm 2006. Mặc dù Geneon USa ngừng phân phối các tựa đề của nó trong năm 2007 , OVA vẫn dược cấp giấy phép trong năm 2008 ở Bắc Mỹ bổi Funimation Entertainment . Funimation phát hành tập thứ 4 ngày 23 tháng 9 năm 2008. Đồng thời, công ty lại phát hành 3 tập đầu tiên. Tại Anime Expo 2010, Funimation Entertainment thông báo rằng họ có tất cả ba OVA mới (tập 5-7) và loạt TV gốc và sẽ được phát hành vào năm 2011. Ngày 27 tháng 7 năm 2011, Hellsing OVA VIII cuối cùng đã được phát hành tại Nhật Bản sau 1 năm và 8 tháng cùng với tập đầu tiên của The Dawn. Hellsing IX dự kiến sẽ ra mắt vào đầu năm 2012 .

### Soundtracks
Hai CD soundtracks được sáng tác bởi Ishii Yasushi đã được phát hành bởi Geneon cho anime Hellsing. Hellsing Original Soundtrack: Raid được phát hành vào ngày 1 tháng 7 năm 2003 và có 19 bài hát . Soundtracks thứ hai, Hellsing Original Soundtrack: Ruins, có chứa thêm 22 bài hát vào ngày 2 tháng 9 năm 2003 .
Ngoài ra, ba soundtracks sáng tác bởi Matsuo Hayato đã được phát hành cho loạt Hellsing OVA (Hellsing Ultimate). Hellsing OVA Original Soundtrack - BLACK DOG được phát hành vào ngày 21 tháng 3 năm 2008  cũng như một DVD-Audio mini-soundtrack phát hành thêm cho Hellsing OVA IV tại Nhật Bản, có tựa đề Premium Disk - Warsaw Recording Selection với 9 bài hát . Mới nhất được thêm với Hellsing I-V Blu-ray BOX,, có tiêu đề Nazi CD với 13 bài hát và 1 bài bí mật. Bài hát vocal bởi Suilen đã được phát hành bởi ban nhạc trong mini-album gần đây của họ là THE DAWN..

## Đánh giá
Năm 2005, vol 6 và 7 của loạt manga Hellsing được xếp hạng trong danh sách 48 manga volume bán tại Hoa Kỳ trong năm của Diamond Comics Distributors . Trong tháng 11 năm 2007, volchín là một trong những 10 vol hàng đầu bán chạy trong bảng xếp hạng doanh số bán hàng hàng tháng của Nhật Bản .